# Teofilacto Dalaseno
Teofilacto Dalaseno, en  griego Θεοφύλακτος Δαλασσηνός, nacido antes de ca. 990 - después de 1039, fue un aristócrata  bizantino que ocupó una serie de altos cargos militares en el siglo XI.

## Vida
Teofilacto era hijo de Damián Dalaseno, el primer miembro atestiguado del distinguido clan aristocrático de los Dalasenos. Aparece por primera vez en el 998, cuando acompañó a su padre, que entonces ocupaba el puesto de dux de Antioquía, en la batalla contra los  fatimíes. En la Batalla de Apamea Damián fue asesinado y Teofilacto, junto con su hermano Constantino, fueron hechos prisioneros. Luego fueron vendidos al general fatimí Jaysh al-Samsama por 6000  dinares de oro, pasando los siguientes diez años en cautiverio en la capital fatimí de El Cairo.
Después de su liberación continuó su carrera militar, pero su vida es oscura hasta 1021/22, momento en el que, según Yahya de Antioquía, tenía el rango de protospatario y drungario, muy probablemente el puesto de drungario de la guardia. En agosto de 1022, el emperador Basilio II (reinó 976-1025) lo nombró estratego (gobernador militar) del Thema Anatólico y le dio dinero para reunir tropas, con la tarea de suprimir la rebelión de Nicéforo Xifias y Nicéforo Focas Baritraquelo. Al final, los dos rebeldes cayeron y Xifias hizo asesinar a Phokas; al derrumbarse la rebelión, los dalassenos tomaron prisionero a Xifías y lo llevaron a Constantinopla para ser juzgado.
Por los sellos de oficio que se conservan, se sabe que además ocupó el rango de los puestos de catapán de Iberia (probablemente antes de 1021), y catapán de Vaspurakan (después de 1027). Su último puesto, probablemente en 1032-34, fue el de doux de Antioquía, con los rangos de antipato, patricio y vestes, también atestiguado por un sello. El emperador  Miguel IV el Paflagoniano (r. 1034-41) sin embargo sospechaba que los Dalaseno conspiraban para usurpar el trono; por lo tanto, la carrera de Teofilacto probablemente terminó en 1034, y toda la familia fue desterrada en agosto de 1039. Otro sello registra que también tenía el rango de magistro de la corte suprema, pero no está claro si esto ya era antes de 1034 o si se lo concedieron después de la muerte de Miguel IV.
Teofilacto fue probablemente el padre de Adriano, el abuelo materno de Ana Dalasena, la madre del emperador Alejo I Comneno, fundador de la Dinastía de los Comnenos.